# Villiers-le-Bâcle
Pour les articles homonymes, voir Villiers.
Villiers-le-Bâcle (prononcé [vilie lǝ bakl] ) est une commune française située à vingt-deux kilomètres au sud-ouest de Paris dans le département de l'Essonne en région Île-de-France.
Ses habitants sont appelés les Villebaclais.

## Géographie

### Situation
| Type d’occupation           | Pourcentage | Superficie (en hectares) |
| --------------------------- | ----------- | ------------------------ |
| Espace urbain construit     | 7,9 %       | 47,48                    |
| Espace urbain non construit | 4,2 %       | 25,26                    |
| Espace rural                | 88,0 %      | 531,42                   |
| Source : Iaurif             |             |                          |

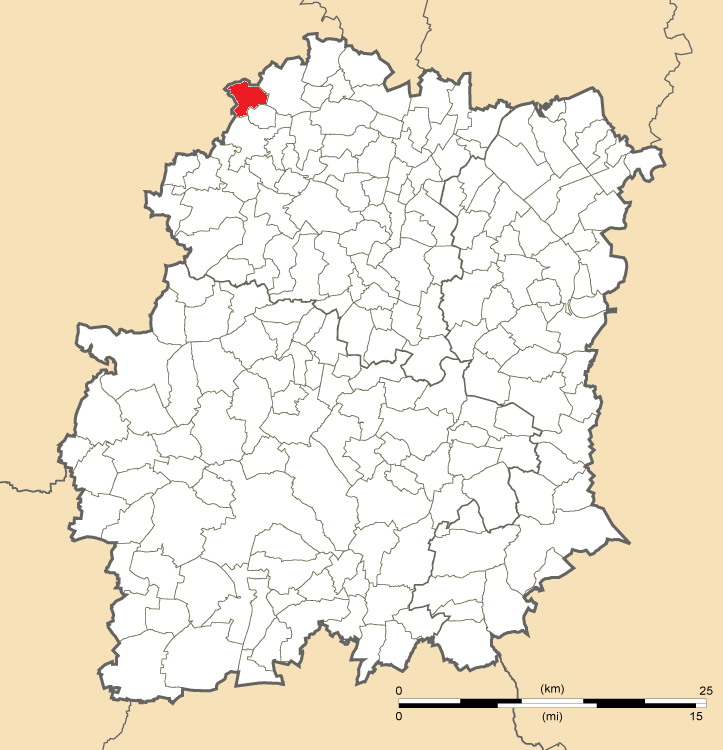
Position de Villiers-le-Bâcle en Essonne.

Villiers-le-Bâcle est située à vingt-deux kilomètres au sud-ouest de Paris-Notre-Dame, point zéro des routes de France, vingt-cinq kilomètres au nord-ouest d'Évry, huit kilomètres au nord-ouest de Palaiseau, quatorze kilomètres au nord-ouest de Montlhéry, dix-huit kilomètres au nord-ouest d'Arpajon, vingt-quatre kilomètres au nord-est de Dourdan, vingt-neuf kilomètres au nord-ouest de Corbeil-Essonnes, trente-et-un kilomètres au nord-ouest de La Ferté-Alais, trente-trois kilomètres au nord-ouest d'Étampes, quarante-quatre kilomètres au nord-ouest de Milly-la-Forêt.

### Hydrographie
Villiers-le-Bâcle est arrosée par la Mérantaise.

### Communes limitrophes
Les communes limitrophes de Villiers-le-Bâcle sont, en Essonne, Saint-Aubin, Gif-sur-Yvette, Saclay et dans les Yvelines, Châteaufort, Toussus-le-Noble, Saint-Rémy-lès-Chevreuse.

### Climat
Pour des articles plus généraux, voir Climat de l'Île-de-France et Climat de l'Essonne.
En 2010, le climat de la commune est de type climat océanique dégradé des plaines du Centre et du Nord, selon une étude du CNRS s'appuyant sur une série de données couvrant la période 1971-2000. En 2020, Météo-France publie une typologie des climats de la France métropolitaine dans laquelle la commune est exposée à un climat océanique altéré et est dans la région climatique Sud-ouest du bassin Parisien, caractérisée par une faible pluviométrie, notamment au printemps (120 à 150 mm) et un hiver froid (3,5 °C). 
Pour la période 1971-2000, la température annuelle moyenne est de 10,8 °C, avec une amplitude thermique annuelle de 15 °C. Le cumul annuel moyen de précipitations est de 676 mm, avec 11 jours de précipitations en janvier et 7,9 jours en juillet. Pour la période 1991-2020, la température moyenne annuelle observée sur la station météorologique la plus proche, située sur la commune de Toussus-le-Noble à 3 km à vol d'oiseau, est de 11,5 °C et le cumul annuel moyen de précipitations est de 677,0 mm,. Pour l'avenir, les paramètres climatiques de la commune estimés pour 2050 selon différents scénarios d'émission de gaz à effet de serre sont consultables sur un site dédié publié par Météo-France en novembre 2022.
| Mois                                  | jan.             | fév.             | mars           | avril           | mai           | juin           | jui.           | août          | sep.           | oct.            | nov.             | déc.           | année      |
| ------------------------------------- | ---------------- | ---------------- | -------------- | --------------- | ------------- | -------------- | -------------- | ------------- | -------------- | --------------- | ---------------- | -------------- | ---------- |
| Température minimale moyenne (°C)     | 1,6              | 1,4              | 3,5            | 5,5             | 8,9           | 12,1           | 13,9           | 13,6          | 10,6           | 8               | 4,5              | 2,1            | 7,1        |
| Température moyenne (°C)              | 4,2              | 4,7              | 7,8            | 10,6            | 14,1          | 17,4           | 19,6           | 19,4          | 15,8           | 11,9            | 7,4              | 4,6            | 11,5       |
| Température maximale moyenne (°C)     | 6,7              | 8                | 12,1           | 15,8            | 19,3          | 22,8           | 25,2           | 25,2          | 21             | 15,9            | 10,4             | 7,1            | 15,8       |
| Record de froid (°C) date du record   | −17,4 17.01.1985 | −12,8 07.02.1991 | −10,2 13.03.13 | −5,1 12.04.1986 | −2 03.05.1967 | 1,6 04.06.1991 | 4,9 09.07.1965 | 4,7 21.08.14  | 1,1 30.09.1995 | −4,2 30.10.1985 | −11,3 30.11.1969 | −14 31.12.1970 | −17,4 1985 |
| Record de chaleur (°C) date du record | 15,1 28.01.02    | 21,1 27.02.19    | 25,1 31.03.21  | 28,3 20.04.18   | 31,7 27.05.05 | 37,5 21.06.17  | 40,8 25.07.19  | 39,3 12.08.03 | 35,1 09.09.23  | 29,8 01.10.1985 | 20,7 01.11.14    | 16,7 07.12.00  | 40,8 2019  |
| Précipitations (mm)                   | 55,3             | 46,9             | 49,5           | 49,6            | 68,2          | 55,4           | 53,3           | 58,2          | 52,1           | 61,3            | 60,8             | 66,4           | 677        |

### Voies de communication et transports
2 lignes de bus desservent la commune de Villiers-le-Bâcle :
- 10 du réseau de bus Paris Saclay : Gare de Gif-sur-Yvette (Ligne B du RER) - Buc ;
- 91-06 du même réseau : Gare de Massy - Palaiseau (Ligne B du RER) - Gare de Saint-Quentin-en-Yvelines - Montigny-le-Bretonneux (Ligne C du RER).

## Urbanisme

### Typologie
Au 1er janvier 2024, Villiers-le-Bâcle est catégorisée ceinture urbaine, selon la nouvelle grille communale de densité à sept niveaux définie par l'Insee en 2022.
Elle appartient à l'unité urbaine de Paris, une agglomération inter-départementale regroupant 407  communes, dont elle est une commune de la banlieue,,. Par ailleurs la commune fait partie de l'aire d'attraction de Paris, dont elle est une commune de la couronne,. Cette aire regroupe 1 929 communes,.

## Toponymie
Villare-Baculi, Villaria, Villiers-le-Bascle.
Du latin villare, domaine rural.
Le second élément du toponyme représente le nom du seigneur qui devint propriétaire du fief en 1340,,, Jehan le Bacle (seigneur du XIVe siècle) qui, étant estropié, devait marcher avec un bâton, bacle en ancien français, du latin baculum « bâton ».
La commune porte le même nom depuis sa création en 1789.

## Histoire
En 1989, lors de travaux sur la route départementale 36, à l'entrée du village, la section archéologique du Commissariat à l'énergie atomique et aux énergies alternatives (CEA) révèle l'implantation d'un site gallo-romain. D'autres fouilles archéologiques, en 2021, toujours le long de la route départementale 36, mettent au jour une 0occupation artisanale de la période mérovingienne et des sépultures de la période carolingienne.
Le premier document connu sur Villiers-le-Bâcle date de 1259 et mentionne un seigneur de Villiers. En 1340, Jean le Bâcle fait un don à la cure de Villiers et c'est en remerciement que son nom est ajouté à celui de Villiers.
Villiers est une commune agricole dont la proximité avec Versailles joue un grand rôle. Louis XIV s'installe définitivement au château de Versailles, ce qui nécessite pour les fontaines et les jardins beaucoup d'eau. Entre 1678 et 1680, le ministre Jean-Baptiste Colbert et l'ingénieur Thomas Gobert mettent en œuvre d'importants travaux d'adduction d'eau dont il résulte un important réseau de rigoles artificielles de 62 kilomètres.
Plusieurs fermes ont existé ou existent toujours sur la commune, la plus notable étant de nos jours la ferme Vandame.
Le château de Villiers-le-Bâcle date du XVIIe siècle.
La ville est dotée d'une Commission Culture et Patrimoine, qui a créé un site internet dédié pour présenter différents éléments historiques, culturels ou patrimoniaux de la commune.
La ville étant sur le plateau de Saclay, elle est gagnée par le développement de la zone. La Ligne 18 du métro de Paris passera ainsi à proximité en traversant le territoire de la commune sans cependant desservir le village. La station la plus proche, Christ de Saclay, sera éloignée de 3 km de celui-ci par le parcours routier le plus direct par la route départementale 36.

## Population et société

### Démographie

#### Évolution démographique
L'évolution du nombre d'habitants est connue à travers les recensements de la population effectués dans la commune depuis 1793. Pour les communes de moins de 10 000 habitants, une enquête de recensement portant sur toute la population est réalisée tous les cinq ans, les populations de référence des années intermédiaires étant quant à elles estimées par interpolation ou extrapolation. Pour la commune, le premier recensement exhaustif entrant dans le cadre du nouveau dispositif a été réalisé en 2006.

En 2022, la commune comptait 1 040 habitants, en évolution de −16,73 % par rapport à 2016 (Essonne : +2,89 %, France hors Mayotte : +2,11 %).
| 1793 | 1800 | 1806 | 1821 | 1831 | 1836 | 1841 | 1846 | 1851 |
| ---- | ---- | ---- | ---- | ---- | ---- | ---- | ---- | ---- |
| 222  | 223  | 223  | 184  | 221  | 241  | 256  | 245  | 234  |

| 1856 | 1861 | 1866 | 1872 | 1876 | 1881 | 1886 | 1891 | 1896 |
| ---- | ---- | ---- | ---- | ---- | ---- | ---- | ---- | ---- |
| 231  | 265  | 263  | 250  | 277  | 260  | 311  | 271  | 243  |

| 1901 | 1906 | 1911 | 1921 | 1926 | 1931 | 1936 | 1946 | 1954 |
| ---- | ---- | ---- | ---- | ---- | ---- | ---- | ---- | ---- |
| 240  | 232  | 229  | 215  | 211  | 222  | 209  | 217  | 242  |

| 1962 | 1968 | 1975 | 1982 | 1990 | 1999  | 2006  | 2011  | 2016  |
| ---- | ---- | ---- | ---- | ---- | ----- | ----- | ----- | ----- |
| 238  | 256  | 225  | 750  | 953  | 1 093 | 1 156 | 1 231 | 1 249 |

| 2021  | 2022  | - | - | - | - | - | - | - |
| ----- | ----- | - | - | - | - | - | - | - |
| 1 097 | 1 040 | - | - | - | - | - | - | - |

#### Pyramide des âges
En 2018, le taux de personnes d'un âge inférieur à 30 ans s'élève à 37,6 %, soit en dessous de la moyenne départementale (39,9 %). De même, le taux de personnes d'âge supérieur à 60 ans est de 20,0 % la même année, alors qu'il est de 20,1 % au niveau départemental.
En 2018, la commune comptait 604 hommes pour 619 femmes, soit un taux de 50,61 % de femmes, légèrement inférieur au taux départemental (51,02 %).
Les pyramides des âges de la commune et du département s'établissent comme suit.
| Hommes | Classe d’âge | Femmes |
| ------ | ------------ | ------ |
| 0,3    | 90 ou +      | 0,3    |
| 3,5    | 75-89 ans    | 3,6    |
| 16,2   | 60-74 ans    | 16,0   |
| 20,3   | 45-59 ans    | 23,2   |
| 20,6   | 30-44 ans    | 20,7   |
| 18,4   | 15-29 ans    | 15,4   |
| 20,6   | 0-14 ans     | 20,8   |

| Hommes | Classe d’âge | Femmes |
| ------ | ------------ | ------ |
| 0,5    | 90 ou +      | 1,4    |
| 5,4    | 75-89 ans    | 7,2    |
| 12,9   | 60-74 ans    | 13,9   |
| 20     | 45-59 ans    | 19,4   |
| 19,9   | 30-44 ans    | 20,1   |
| 20     | 15-29 ans    | 18,2   |
| 21,3   | 0-14 ans     | 19,8   |

## Politique et administration

### Politique locale
La commune de Villiers-le-Bâcle est rattachée au canton de Gif-sur-Yvette, représenté par les conseillers départementaux Michel Bournat (UMP) et Laure Darcos (UMP), à l'arrondissement de Palaiseau et à la cinquième circonscription de l'Essonne, représentée par le député Cédric Villani (LREM).
Villiers-le-Bâcle fait partie depuis 2016 de la communauté d'agglomération Paris-Saclay.
L'Insee attribue à la commune le code 91 3 03 679. La commune de Villiers-le-Bâcle est enregistrée au répertoire des entreprises sous le code SIREN 219 106 796. Son activité est enregistrée sous le code APE 8411Z.

### Tendances et résultats politiques
Élections présidentielles, résultats des deuxièmes tours :
- Élection présidentielle de 2002 : 88,89 % pour Jacques Chirac (RPR), 11,11 % pour Jean-Marie Le Pen (FN), 88,72 % de participation[42].
- Élection présidentielle de 2007 : 52,48 % pour Ségolène Royal (PS), 47,52 % pour Nicolas Sarkozy (UMP), 92,00 % de participation[43].
- Élection présidentielle de 2012 : 56,25 % pour François Hollande (PS), 43,75 % pour Nicolas Sarkozy (UMP), 91,88 % de participation[44].

Élections législatives, résultats des deuxièmes tours :
- Élections législatives de 2002 : 53,79 % pour Stéphane Pocrain (Les Verts), 46,21 % pour Pierre Lasbordes (UMP), 70,91 % de participation[45].
- Élections législatives de 2007 : 52,59 % pour Maud Olivier (PS), 47,41 % pour Pierre Lasbordes (UMP), 62,96 % de participation[46].
- Élections législatives de 2012 : 60,33 % pour Maud Olivier (PS), 39,67 % pour Hervé Hocquard (UMP), 72,39 % de participation[47].

Élections européennes, résultats des deux meilleurs scores :
- Élections européennes de 2004 : 34,45 % pour Harlem Désir (PS), 10,29 % pour Patrick Gaubert (UMP), 53,26 % de participation[48].
- Élections européennes de 2009 : 29,05 % pour Daniel Cohn-Bendit (Europe Écologie), 21,62 % pour Michel Barnier (UMP), 53,64 % de participation[49].

Élections régionales, résultats des deux meilleurs scores :
- Élections régionales de 2004 : 62,52 % pour Jean-Paul Huchon (PS), 31,43 % pour Jean-François Copé (UMP), 74,78 % de participation[50].
- Élections régionales de 2010 : 66,60 % pour Jean-Paul Huchon (PS), 33,40 % pour Valérie Pécresse (UMP), 62,08 % de participation[51].

Élections cantonales, résultats des deuxièmes tours :
- Élections cantonales de 2001 : données manquantes.
- Élections cantonales de 2008 : 37,70 % pour Thomas Joly (DVD) élu au premier tour, 36,21 % pour Pierre Guyard (PS), 82,82 % de participation[52].

Élections municipales, résultats des deuxièmes tours :
- Élections municipales de 2001 : données manquantes.
- Élections municipales de 2008 : 476 voix pour Patrice Gilbon (?) élu au premier tour, 474 voix pour Jean-Pierre Rigal (?), 83,27 % de participation[53].

 Référendums :
- Référendum de 2000 relatif au quinquennat présidentiel : 77,15 % pour le Oui, 22,85 % pour le Non, 46,64 % de participation[54].
- Référendum de 2005 relatif au traité établissant une Constitution pour l'Europe : 53,24 % pour le Oui, 46,76 % pour le Non, 84,94 % de participation[55].

### Enseignement
La commune de Villiers-le-Bâcle est rattachée à l'académie de Versailles. Elle dispose sur son territoire de l'école primaire du Centre.

### Jumelages
La ville de Villiers-le-Bâcle n'a pas développé de jumelage avec d'autres communes.

## Vie quotidienne à Villiers-le-Bâcle

### Culture
En 1960, le peintre de l'École de Paris Tsugouharu Foujita (1886-1968) achète deux maisons qu'il réunit ensemble au 7 route de Gif. Il fait d'importants travaux sur l'ensemble de la maison, crée divers objets décoratifs et transforme les combles en atelier.
Propriété du conseil départemental de l'Essonne, classée Monument historique et labellisée Maisons des Illustres par le Ministère de la Culture, la Maison-atelier de Foujita est ouverte au public. C'est l'une des rares maisons d'artiste restée en l'état. Une peinture murale religieuse orne notamment l'atelier.

### Lieux de culte
La paroisse catholique de Villiers-le-Bâcle est rattachée au secteur pastoral de l'Yvette-Gif-Orsay et au diocèse d'Évry-Corbeil-Essonnes. Elle dispose de l'église Notre-Dame-de-l'Assomption.

### Médias
L'hebdomadaire Le Républicain relate les informations locales. La commune est en outre dans le bassin d'émission des chaînes de télévision France 3 Paris Île-de-France Centre, IDF1 et Téléssonne intégré à Télif.

## Économie

### Emplois, revenus et niveau de vie
En 2006, le revenu fiscal médian par ménage était de 27 479 €, ce qui plaçait la commune au 179e rang parmi les 30 687 communes de plus de cinquante ménages que compte le pays et au seizième rang départemental.
| Répartition des emplois par catégories socioprofessionnelles en 2006. |              |                                           |                                                   |                            |                          |                           |
|                                                                       | Agriculteurs | Artisans, commerçants, chefs d’entreprise | Cadres et professions intellectuelles supérieures | Professions intermédiaires | Employés                 | Ouvriers                  |
| Villiers-le-Bâcle                                                     | -            | -                                         | -                                                 | -                          | -                        | -                         |
| Zone d’emploi d’Orsay                                                 | 0,2 %        | 3,7 %                                     | 36,2 %                                            | 26,2 %                     | 21,4 %                   | 12,3 %                    |
| Moyenne nationale                                                     | 2,2 %        | 6,0 %                                     | 15,4 %                                            | 24,6 %                     | 28,7 %                   | 23,2 %                    |
| Répartition des emplois par secteurs d’activités en 2006.             |              |                                           |                                                   |                            |                          |                           |
|                                                                       | Agriculture  | Industrie                                 | Construction                                      | Commerce                   | Services aux entreprises | Services aux particuliers |
| Villiers-le-Bâcle                                                     | -            | -                                         | -                                                 | -                          | -                        | -                         |
| Zone d’emploi d’Orsay                                                 | 1,0 %        | 13,4 %                                    | 3,8 %                                             | 18,1 %                     | 30,5 %                   | 5,4 %                     |
| Moyenne nationale                                                     | 3,5 %        | 15,2 %                                    | 6,4 %                                             | 13,3 %                     | 13,3 %                   | 7,6 %                     |
| Sources : Insee,                                                      |              |                                           |                                                   |                            |                          |                           |

## Culture locale et patrimoine

### Patrimoine environnemental
Les rigoles, les bois au sud du territoire et les champs au nord ont été recensés au titre des espaces naturels sensibles par le conseil général de l'Essonne.

### Patrimoine architectural
Le château de Villiers-le-Bâcle du XVIIe siècle a été inscrit aux monuments historiques le 9 février 1946,.
La maison-atelier de Foujita a été inscrite aux monuments historiques le 9 septembre 1994. On peut y voir le travail du peintre préalable à la réalisation de la chapelle Notre-Dame-de-la-Paix (chapelle Foujita) de Reims.
L'église Notre-Dame de l'Assomption, datant du XIIe siècle, est reconstruite au XVe siècle puis remaniée au XVIIe siècle.

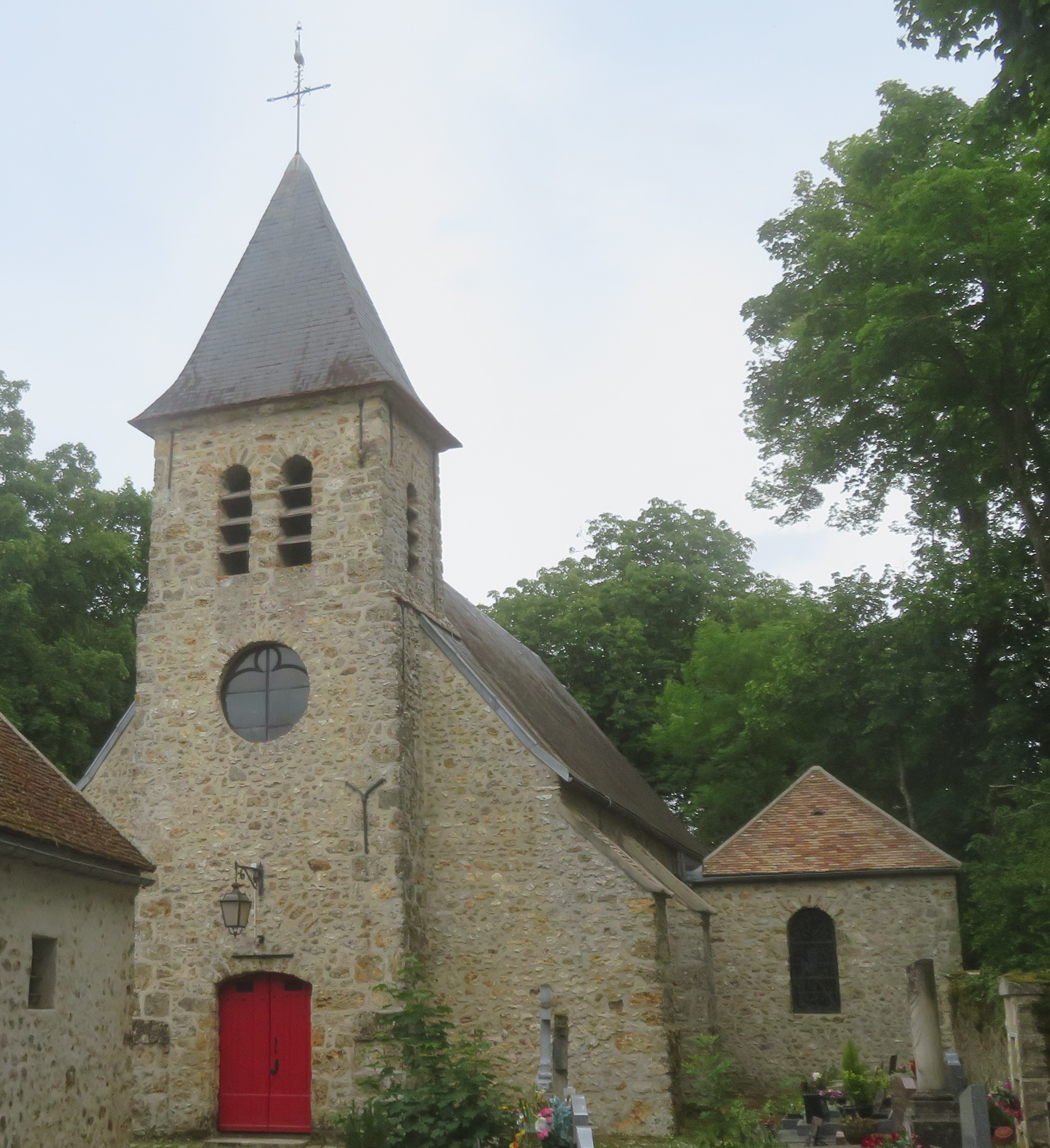
Église Notre-Dame de l'Assomption de Villiers-le-Bâcle
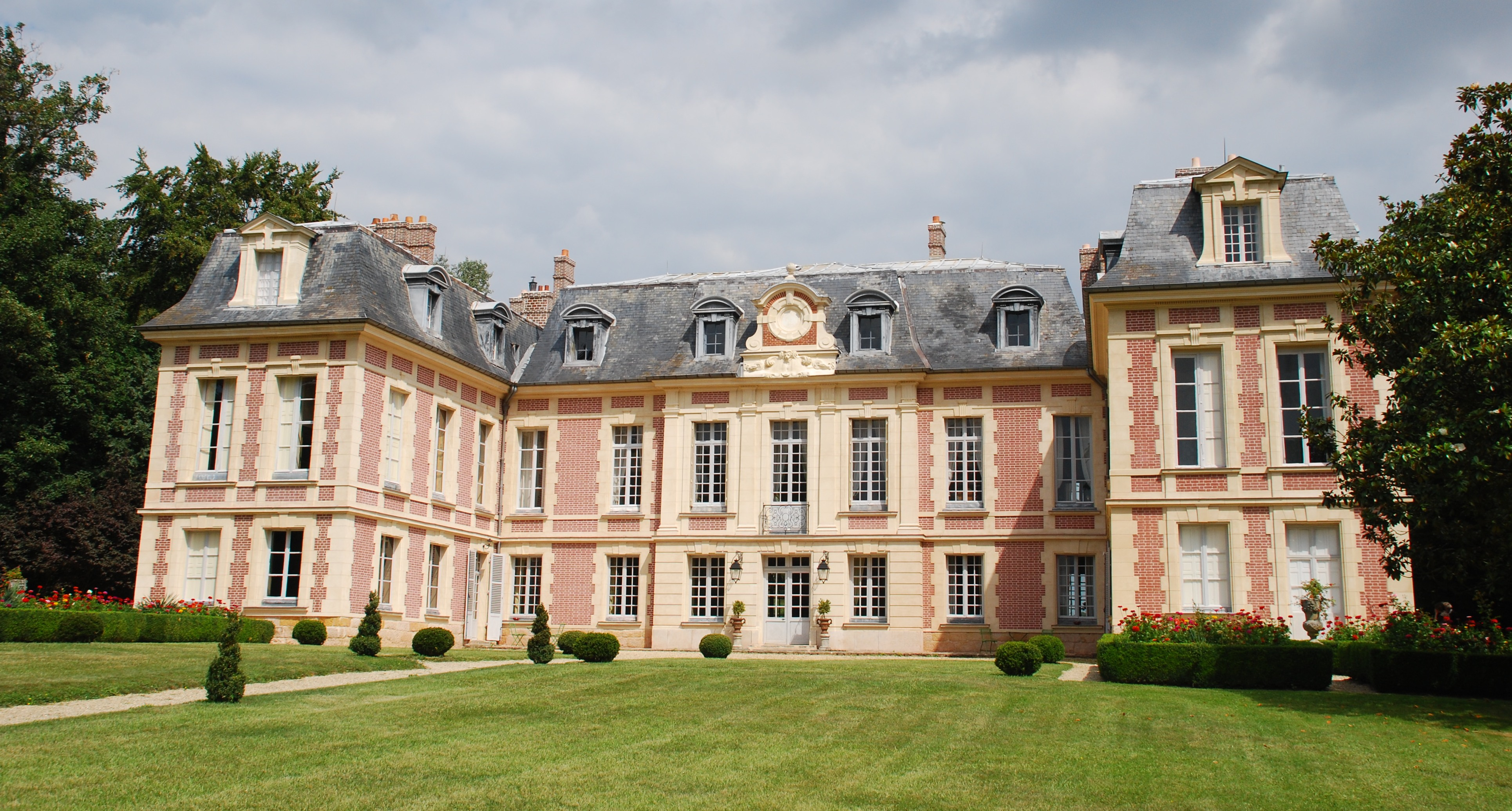
Le château de Villiers-le-Bâcle.
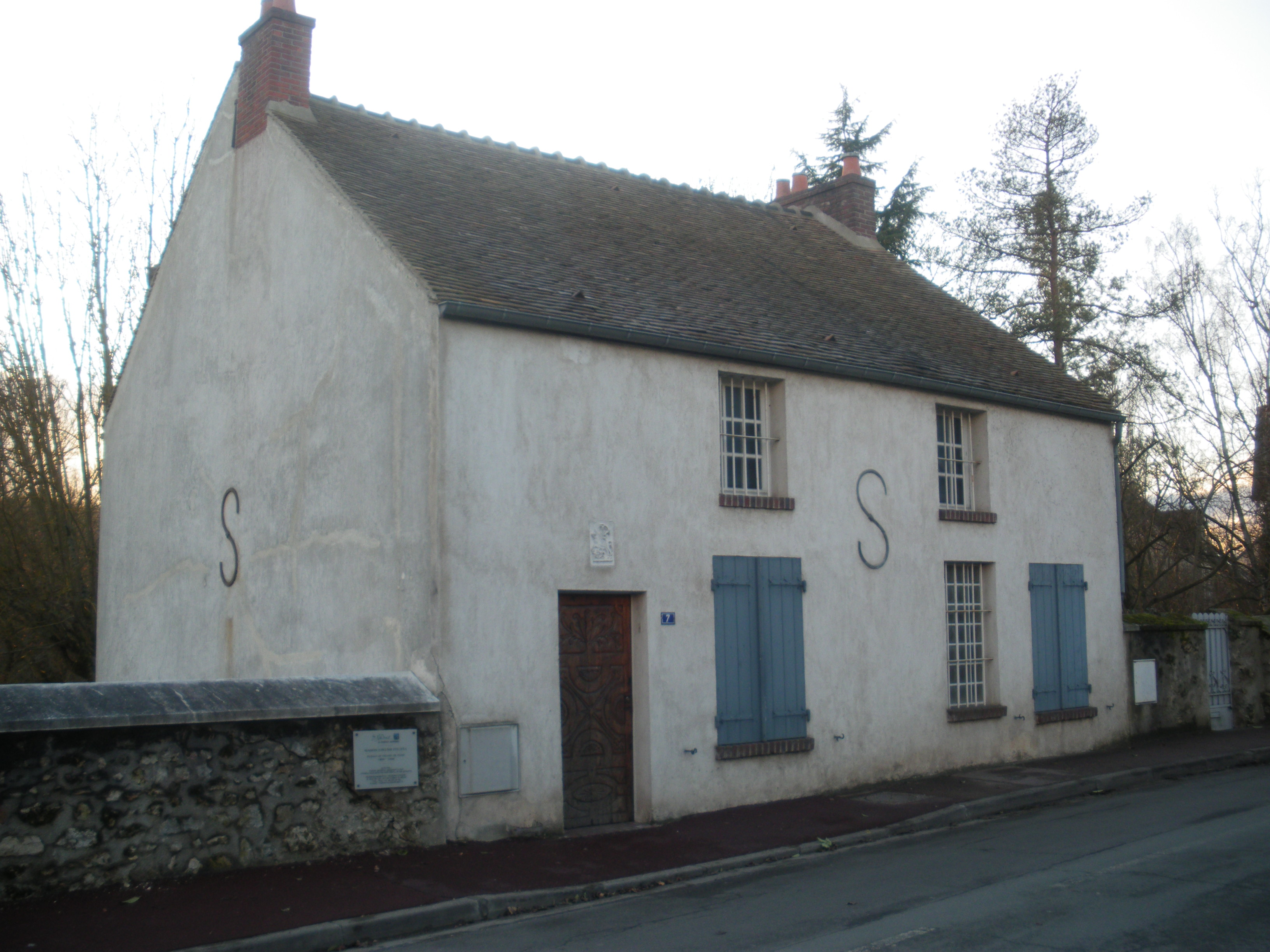
L'atelier Foujita.
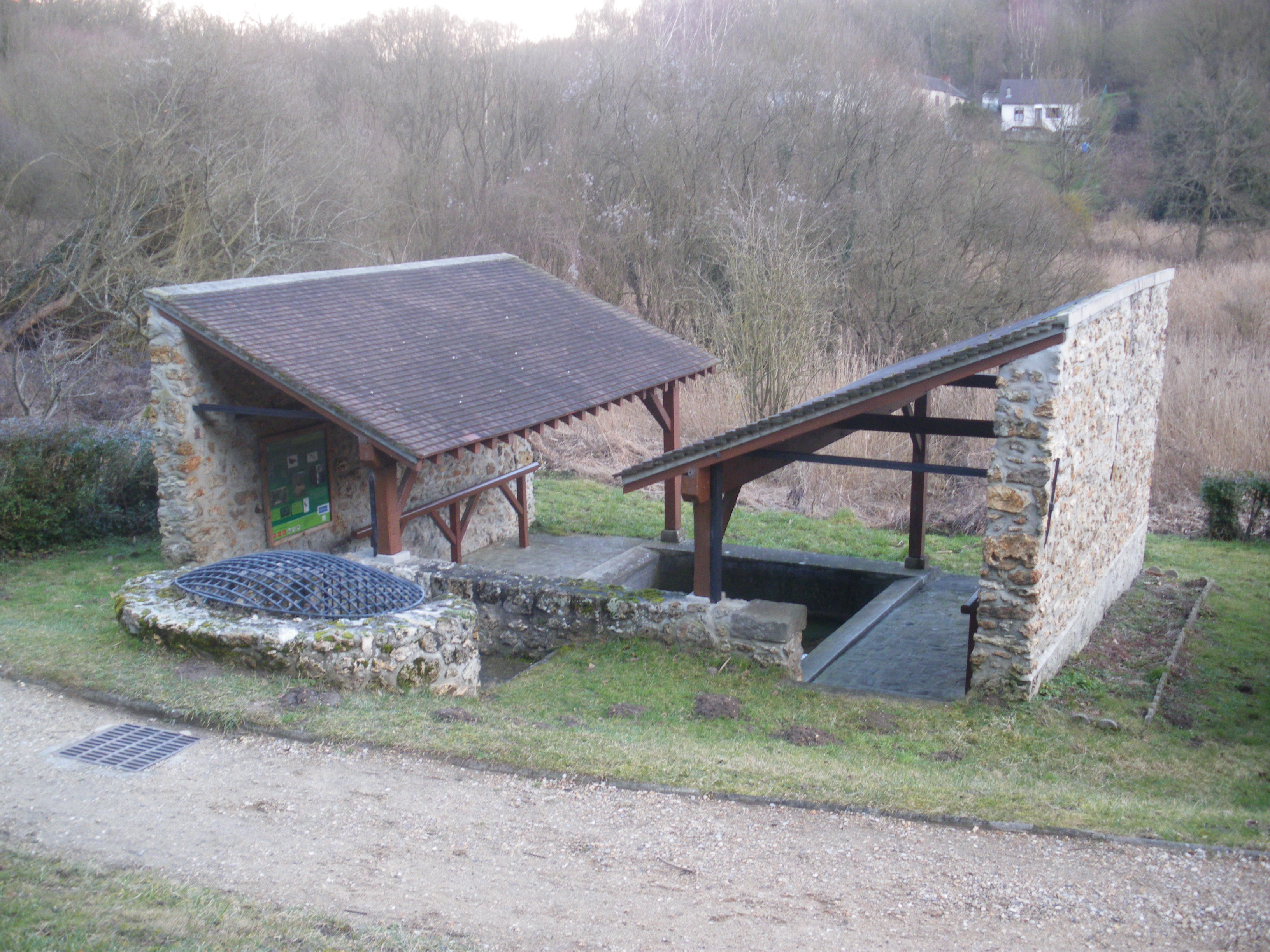
Le lavoir.
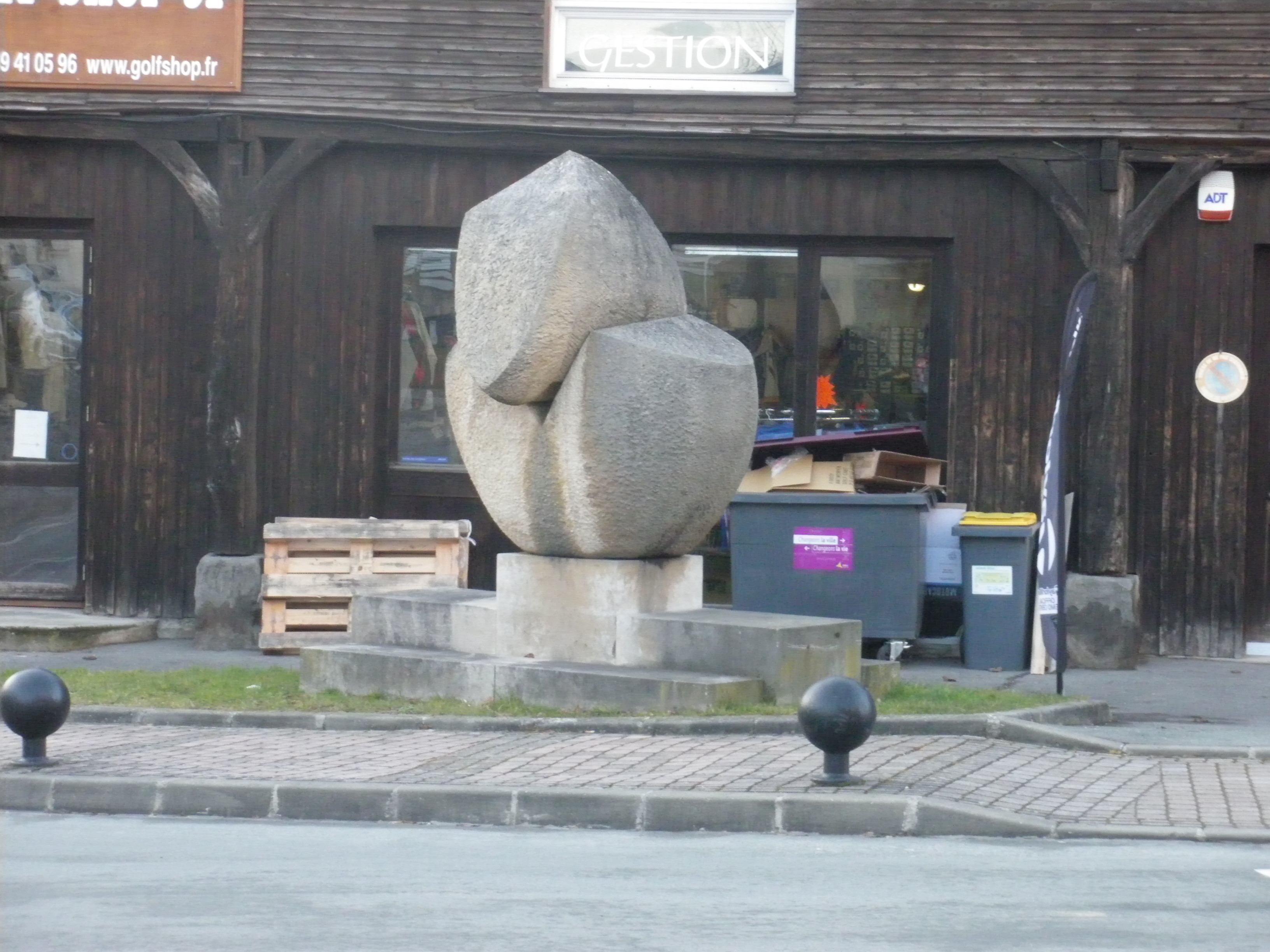
Sculpture.

### Personnalités liées à la commune
Différents personnages publics sont nés, décédés ou ont vécu à Villiers-le-Bâcle :
- Tsugouharu Foujita (1886-1968), artiste peintre, y vécut ;
- Yves Lecoq (1946- ), humoriste, y vit.

### Héraldique et logotype
| Blason de Villiers-le-Bâcle. | La commune de Villiers-le-Bâcle ne dispose pas de blason. Elle dispose cependant d’un logotype. |  |

### Villiers-le-Bâcle dans les arts et la culture
- Les scènes extérieures des films Ridicule de Patrice Leconte sorti en 1996 et Chéri de Stephen Frears sorti en 2009 furent tournées au château de Villiers-le-Bâcle[66].
- La restitution d'un projet[67] s'est tenu dans la cour de la Ferme Vandame, en plein centre ville, avec 220 personnes. Cucine(s) DIT Essonne est le fruit d’une enquête allant à la rencontre des pratiques culinaires et agricoles du territoire autour d'Orsay de novembre 2023 à juin 2025[68]. Avec saveurs locales, secrets, souvenirs et convivialité. Pour récolter tous les ingrédients du banquet final, Floriane Facchini[69] pousse les portes des cuisines familiales et professionnelles, rencontre les spécialistes et moins spécialistes de l'agriculture, de l’apiculture, de la botanique et en recueille recettes et récits, photographies et brins de nature comestibles avec l'aide de nombreux partenaires du territoire : la Scène nationale de l'Essonne, la Maison des Jeunes et de la culture - Centre Social Jacques Tati (MJC-CS), la ville d'Orsay, la Diagonale de l'Université Paris-Saclay et le CROUS de Versailles. C’est à la création d’un « récit culinaire » auquel on assiste le 14 juin 2025, constitué des voix et expériences des acteur·rice·s du patrimoine local[70].